# Полтергейст 2
«Полтергейст 2: По той бік» (англ. Poltergeist II: The Other Side) — американський надприродний фільм жахів 1986 року знятий Браяном Гібсоном. Продовження фільму «Полтергейст» (1982), розповідає про родину Фрілінгів, яка знову опиняється під ударом надприродних сил на чолі зі «Звіром», який виявляється духом божевільного проповідника, який очолювали апокаліптичний культ протягом 19 століття, намагаючись заволодіти своєю дочкою. У спробах врятувати доньку родина знаходить допомогу в шамана індіанців .

## Синопсис
Дія фільму розгортається через рік після подій першого фільму. Сім'я Фрілінгів знову опинилася під загрозою нападу надприродних сил на чолі з духом божевільного проповідника, який хоче забрати їхню доньку. Намагаючись врятувати доньку, сім'я знаходить допомогу в індіанського шамана.

## У ролях
| Актор                  | Роль                   |
| ---------------------- | ---------------------- |
| ДжоБет Вільямс         | Даян Фрілінг           |
| Крейг Нельсон          | Стів Фрілінг           |
| Хізер О'Рурк           | Керол Енн Фрілінг      |
| Олівер Робінс          | Роббі Фрілінг          |
| Зельда Рубінштейн      | Тангіна Барронс        |
| Вілл Семпсон           | Тейлор                 |
| Джуліан Бек            | преподобний Генрі Кейн |
| Джеральдін Фіцджеральд | бабуся Джесс           |

## Виробництво

### Кастинг
Більшість акторського складу оригінального «Полтергейста» повернулися до своїх ролей. Дана, старша дочка родини Фрілінгів, мала з'явитися в одному з епізодів, але цей епізод було знято, оскільки Домінік Данн, актриса, яка зіграла її в оригінальному фільмі, була вбита в 1982 році.

### Зйомки
Зйомки почалися в травні 1985 року в Лос-Анджелесі. Початковий графік виробництва охоплював 64 дні. Приватна резиденція в Альтадені, штат Каліфорія, слугувала будинком бабусі Джесс у Феніксі, а будинки в районі Енсіно слугували районом Куеста-Верде. Початкові сцени в пустелі за участю Вілла Семпсона з обеліском хопі були зняті в національному пам’ятнику Каньйон де Челлі в Чинлі.
Для інтер’єрів, які вимагали складних ефектів, копії резиденції Альтадена були побудовані на сцені 30 студії MGM у Калвер-Сіті. Сцена 27 студії була використана для побудови пустельної парильні.

#### Спецефекти
Швейцарський художник-сюрреаліст Х. Р. Ґіґер на замовлення Metro-Goldwyn-Mayer створити кілька ескізів для фільм, зокрема, "Великого звіра", який з'являється в астральному плані у фіналі фільму. Оскільки Ґіґер не хотів залишати Цюрих на тривалий час, його колега Корнеліус де Фріс був найнятий представляти Ґіґера в студії під час виробництва.
Зрештою, Ґіґер був розчарований кінцевим результатом, пізніше пояснюючи невдачу своєю відсутністю. «Коли фільм зрештою вийшов на екрани, я подумав: «Ох, лайно». Але я не міг нічого змінити", - сказав Гігер. «Більше не було часу. Тож я подумав, що це неправильний спосіб роботи. Якщо ви працюєте над фільмом, ви повинні бути там весь час і постійно стежити за тим, що вони роблять, інакше вони будуть робити те, що хочуть".

### Пост-продакшн
Після смерті актора Джуліана Бека під час пост-продакшну залучили актора Корі Бертона, щоб зациклити деякі з його реплік.
Музичний супровід до фільму написав композитор Джеррі Голдсміт, який також написав саундтрек до першого фільму (номінований на премію "Оскар").

## Випуск
Фільм вийшовши на екрани 23 травня 1986 року та зібрав 40 996 665 доларів у прокаті США та Канади. У міжнародному прокаті він зібрав 33,9 мільйона доларів, в усьому світі – 74,9 мільйона доларів.

## Зовнішні посилання
- Poltergeist II: The Other Side на сайті IMDb (англ.)
- Poltergeist II: The Other Side на сайті Rotten Tomatoes (англ.)